# Try To Find Me
Try To Find Me (на български: Опитай да ме намериш) е сингъл на съветската метъл група Горки Парк. Песента достига до 81-во място в „Hot 100“ („Hot 100“) на списанието за Американската музика „Billboard“. Това е първия случай, когато съветски или руски изпълнител попада в класацията.
| Страна                        | Най-висока позиция |
| ----------------------------- | ------------------ |
| САЩ Билборд Хот 100 (Билборд) | 81                 |

Състава на изпълнителите е:
- Николай Носков – вокал
- Алексей Белов – китара
- Александър Минков – бас-китара
- Александър „Ян“ Яненков – китара
- Александър Лвов – барабани